# Nicolás Freitas (rugbista)
Nicolás Solen Freitas Alleges (Montevideo, Uruguay; 3 de julio de 1993) es un jugador de rugby; se desempeñó
como wing en la franquicia argentina de Jaguares en el año 2017. Cabe resaltar que es el primer jugador no argentino que se integra a Jaguares.

## Selección uruguaya
Estadísticas con Uruguay.
| Período   | PJ | PG | PP | PE | Titular | Suplente | Pts | Tries |
| --------- | -- | -- | -- | -- | ------- | -------- | --- | ----- |
| 2014-Act. | 16 | 9  | 7  | 0  | 14      | 2        | 21  | 4     |

Debut: Paraguay vs Uruguay en Asunción, 26 de abril de 2014.
Último: Uruguay vs Chile en Montevideo, 4 de marzo de 2017.